# Công Tôn Long
Công Tôn Long (giản thể: 公孙龙, phồn thể: 公孫龍, bính âm: Gōngsūn Lóng; Wade-Giles:. Kung-sun Lung, khoảng 320-250 TCN), tương truyền tên chữ là Tử Bỉnh (子秉), là một triết gia thuộc trường phái Danh gia (名家) của nền triết học Trung Quốc cổ đại. Rất ít tài liệu về thân thế sự nghiệp của ông, thêm vào đó là nhiều tác phẩm của ông đã bị mất. Trong tổng số 14 cuốn sách của ông chỉ còn lại 6 cuốn, trong đó có cuốn Công Tôn Long tử (公孫龍子).

## Thân thế
Ông sinh năm 325 ra ở nước Triệu vào đời Chiến Quốc và được coi là khách quý của Triệu, trong đó ông có quan hệ rất thân thiết với Bình Nguyên quân.

## Một số tác phẩm
- 指物论 - Chỉ vật luận
- 通变论 - Thông biến luận
- 坚白论 - Kiên bạch luận
- 名实论 - Danh thực luận
- 迹府 - Tích phủ